# Memphis Bleek
Pour les articles homonymes, voir Bleek.
Memphis Bleek, de son vrai nom Malik Thuston Cox, né le 23 juin 1978 à Brooklyn, New York, est un rappeur, producteur et acteur américain. Très proche de Jay-Z, il apparaît fréquemment sur ses albums ou lors de ses concerts. Il est directeur de son propre label, Get Low Records. En 2002, Memphis Bleek fait ses débuts d'acteur dans le film State Property.

## Biographie

### Jeunesse et débuts
Bleek est né le 23 juin 1978 dans le quartier de Brooklyn, à New York. Originaire de Marcy Houses, le même quartier que Jay-Z, Memphis Bleek connaît ce dernier depuis son plus jeune âge. Memphis Bleek est l'un des premiers artistes à signer sur le label Roc-A-Fella Records. Le nom de « Memphis » est un acronyme pour Making Easy Money, Pimping Hoes In Style.
En 1996, Jay-Z le choisit pour apparaître sur un titre de son premier album, Reasonable Doubt. Dans Coming of Age, Memphis Bleek ne fait qu'interpréter des paroles écrites par Jay-Z mais cela lui suffit pour être remarqué et entamer une longue collaboration avec Jay-Z qui le présente régulièrement comme son « héritier ». Bleek apparaît plus tard sur un remix de anglais : Can I Live et devient, après Jay-Z, le deuxième artiste du label Roc-A-Fella.
Plus tard, Bleek participera à d'autres albums de Jay-Z incluant Vol. 2... Hard Knock Life, Vol. 3… Life and Times of S. Carter, The Dynasty: Roc La Familia, et The Blueprint 2: The Gift and The Curse. À la suite du succès de Hard Knock Life, Memphis Bleek publie son premier album, Coming of Age le 3 août 1999,. L'album atteint la 7e place du Billboard 200, et se vend à 118 000 exemplaires la première semaine après publication.

### Popularité et continuité
Après la publication de son premier album, Bleek publie trois autres albums, The Understanding en 2000, certifié disque d'or, M.A.D.E. en 2003, et 534 en 2004. The Understanding est classé 16e du Billboard 200 et vendu à 804 000 exemplaires. Entre la sortie de The Understanding et M.A.D.E., Bleek reste inactif pendant trois ans, période durant laquelle il prend soin de son grand frère, sérieusement blessé sur la route. L'album 354 est publié dans le « nouveau » Roc-A-Fella Records, à la période durant laquelle Jay-Z deviendra président de Def Jam Recordings.
En 2001, un projet d'album commun avec Beanie Sigel est un temps prévu avant d'être annulé.
En 2004, Jay-Z et Damon Dash se séparent, entraînant la fin de la version originelle du label Roc-A-Fella. Le label est très vite relancé seul par Jay-Z. Celui-ci produit plusieurs albums, parmi lesquels 534 de Bleek. Les ventes n'atteignent pas les chiffres escomptés.
En 2005, Memphis Bleek annonce à MTV travailler sur un album intitulé The Process.
En 2009, il signe chez Mass Appeal Entertainment chez qui il publie son album The Process en 2010.
Durant l'été 2010, Bleek monte sur scène avec Jay-Z au festival suédois Peace&Love.
Le 10 avril 2012, Memphis Bleek collabore avec The Liberty Music Group à la réédition de The Movement qui comptera plus de 125 000 téléchargements. Le 6 juillet 2012, Memphis Bleek collabore de nouveau avec The Liberty Music Group sur un album intitulé KG Vol. 2 qui comptera plus de 59 000 téléchargements et sera noté d'un 3 sur 5 par le magazine XXL.
Le 21 mars 2014, Memphis Bleek publie The Movement 2, une mixtape en téléchargement libre.

## Vie privée
Le 13 décembre 2014, Memphis Bleek épouse sa compagne de longue date, Ashley Coombs, lors d'une cérémonie dans le New Jersey. Le mentor de Bleek, Jay Z, était dans la salle au même moment. Bleek est également le cousin du rappeur Sean Price.

## Discographie

### Albums studio
- 1999 : Coming of Age
- 2000 : The Understanding
- 2003 : M.A.D.E.
- 2005 : 534

### Collaborations principales
- 1996 : Jay-Z feat. Memphis Bleek - Coming of Age
- 1998 : Jay-Z feat. Memphis Bleek - Hand It Down/Intro
- 1998 : Jay-Z feat. Memphis Bleek - Its Alright
- 1998 : Jay-Z feat. Memphis Bleek - Coming of Age Da Sequel
- 1998 : Jay-Z feat. Sauce Money & Memphis Bleek - Celebration
- 1999 : Ja Rule feat. Memphis Bleek - Murda 4 Life
- 1999 : Jay-Z feat. Amil, Beanie Sigel & Memphis Bleek - Pop 4 Roc
- 2000 : Beanie Sigel feat. Memphis Bleek - Who Want What
- 2000 : Amil feat. Jay-Z & Memphis Bleek - 4 Da Fam
- 2000 : Jay-Z feat. Beanie Sigel & Memphis Bleek - Change The Game
- 2000 : Jay-Z feat. Memphis Bleek & Snoop Dogg - Get Your Mind Right Mami
- 2000 : Jay-Z feat. Beanie Sigel, Memphis Bleek & Amil - You, Me, Him, and Her
- 2000 : Jay-Z feat. Lil Mo & Memphis Bleek - Parking Lot Pimpin'
- 2000 : Jay-Z feat. Memphis Bleek - Holla
- 2000 : Jay-Z feat. Beanie Sigel, Memphis Bleek & Freeway - 1-900 Hustler
- 2000 : Jay-Z feat. Beanie Sigel & Memphis Bleek - The R.O.C.
- 2001 : Beanie Sigel feat. Memphis Bleek - So What You Saying
- 2002 : Cam'ron feat. Beanie Sigel & Memphis Bleek - The ROC Just Fire
- 2002 : Jay-Z feat. Memphis Bleek, Freeway, Young Gunz, Peedi Crakk, Omillio Sparks & Rell - As One
- 2004 : Jay-Z & R. Kelly feat. Memphis Bleek - We Got 'Em Goin'
- 2006 : Hector El Father feat. Memphis Bleek - Sigue Ahi